# Hélène (opéra)
Pour les articles homonymes, voir Hélène.
Personnages
- Hélène (soprano)
- Vénus (soprano)
- Pallas (contralto)
- Pâris (ténor)

Hélène est un poème lyrique en un acte, dont le livret et la musique sont de Camille Saint-Saëns. Il a été créé le 18 février 1904 au théâtre de Monte-Carlo.

## Rôles
- Hélène (soprano)
- Vénus (soprano)
- Pallas (contralto)
- Pâris (ténor)

## Autres premières
- Paris : le 18 janvier 1905, au théâtre national de l'Opéra-Comique
- Opéra de Paris : le 20 juin 1919, au Palais Garnier

## Discographie
- Guillaume Tourniaire (dir.), Rosamund Illing (Hélène), Steve Davislim (Paris), Leanne Kenneally (Vénus), Zan Mckendree-Wright (Pallas), Chœur Belle Époque et Orchestre Victoria. 2 SACD Melba Recordings, 2008.